# Liste der Monuments historiques in Dammarie-sur-Saulx
Die Liste der Monuments historiques in Dammarie-sur-Saulx führt die Monuments historiques in der französischen Gemeinde Dammarie-sur-Saulx auf.

## Liste der Immobilien
| Bezeichnung                         | Beschreibung | Standort                       | Kennzeichnung | Schutzstatus | Datum | Bild           |
| ----------------------------------- | --- | ------------------------------ | ------------- | ------------ | ----- | -------------- |
| Domaine du Fourneau                 | schlossartiges Wohnhaus eines Eisenwerks, bezeichnet 1861; Parkanlage, ab 1820, mit fünf Brücken und wasserbaulichen Anlagen; Gemüsegarten mit Orangerie und Gewächshäusern | 10 Fourneau de Dammarie (Lage) | PA00125529    | Inscrit      | 1993  |                |
| Kirche Nativité-de-la-Sainte-Vierge | Chor, Querschiff, Seitenkapellen und Turm zwischen 1455 und 1478 erbaut; Schiff aus der ersten Hälfte des 16. Jahrhunderts                                                  | Place de la Prieuré (Lage)     | PA00132942    | Classé       | 1994  | weitere Bilder |

## Liste der Objekte
| Bezeichnung                           | Beschreibung | Standort                                          | Kennzeichnung | Schutzstatus | Datum | Bild |
| ------------------------------------- | --- | ------------------------------------------------- | ------------- | ------------ | ----- | ---- |
| Uhrwerk                               | 1822 gebaut | in der Mairie (Lage)                              | PM55001800    | Inscrit      | 1999  |      |
| Ziborium (1)                          | Silber, vergoldet, 17. oder 19. Jahrhundert; im Centre départemental d’art sacré in Saint-Mihiel deponiert                           | in der Kirche Nativité-de-la-Sainte-Vierge (Lage) | PM55001794    | Inscrit      | 2001  |      |
| Orgel                                 | Ensemble aus PM55002779 und PM55002780                                                                                               | in der Kirche Nativité-de-la-Sainte-Vierge (Lage) | PM55001400    | Inscrit      | 2004  |      |
| Orgelprospekt                         | 1848 von Charles Benoït gebaut | in der Kirche Nativité-de-la-Sainte-Vierge (Lage) | PM55002780    | Inscrit      | 2004  |      |
| Instrumentalteil der Orgel            | 1848 von Charles Benoït gebaut | in der Kirche Nativité-de-la-Sainte-Vierge (Lage) | PM55002779    | Inscrit      | 2004  |      |
| Kelch                                 | Silber, vergoldet, 1666; im Centre départemental d’art sacré in Saint-Mihiel deponiert                                               | in der Kirche Nativité-de-la-Sainte-Vierge (Lage) | PM55000203    | Classé       | 1901  |      |
| Glocke                                | Bronze, 1756 gegossen | in der Kirche Nativité-de-la-Sainte-Vierge (Lage) | PM55000205    | Classé       | 1989  |      |
| Mensa des alten Hauptaltars           | Kalkstein, 15. Jahrhundert | in der Kirche Nativité-de-la-Sainte-Vierge (Lage) | PM55001790    | Inscrit      | 1988  |      |
| Monstranz                             | Silber, vergoldet, 1860 von Marie Thierry                                                                                            | in der Kirche Nativité-de-la-Sainte-Vierge (Lage) | PM55001796    | Inscrit      | 2003  |      |
| Ziborium (2)                          | Silber, vergoldet, Anfang des 19. Jahrhunderts, von Marguerite Hoguet; im Centre départemental d’art sacré in Saint-Mihiel deponiert | in der Kirche Nativité-de-la-Sainte-Vierge (Lage) | PM55001795    | Inscrit      | 2001  |      |
| Skulptur Heilige Johanna von Orleans  | Bronze, 1909 von Victor Ségoffin | in der Kirche Nativité-de-la-Sainte-Vierge (Lage) | PM55001799    | Inscrit      | 1994  |      |
| Patene                                | Silber, vergoldet, 1666; im Centre départemental d’art sacré in Saint-Mihiel deponiert                                               | in der Kirche Nativité-de-la-Sainte-Vierge (Lage) | PM55000961    | Classé       | 1994  |      |
| Prozessionsstab Madonna               | Holz, vergoldet, 18. Jahrhundert | in der Kirche Nativité-de-la-Sainte-Vierge (Lage) | PM55002634    | Inscrit      | 2007  |      |
| Hauptaltar                            | Altartisch und Tabernakel; Eichenholz und Stuck, bemalt, bezeichnet 1775                                                             | in der Kirche Nativité-de-la-Sainte-Vierge (Lage) | PM55000862    | Classé       | 1991  |      |
| Retabel und Gemälde Geburt Mariens    | Kalkstein sowie Ölfarbe auf Leinwand, erste Hälfte des 18. Jahrhunderts                                                              | in der Kirche Nativité-de-la-Sainte-Vierge (Lage) | PM55000863    | Classé       | 1991  |      |
| Gedenktafel an eine Messstifrung      | Kalkstein, bezeichnet 1587 | in der Kirche Nativité-de-la-Sainte-Vierge (Lage) | PM55000956    | Classé       | 1993  |      |
| Grabstein für Jean Lefèvre            | Stein, bezeichnet 1468 | in der Kirche Nativité-de-la-Sainte-Vierge (Lage) | PM55000204    | Classé       | 1907  |      |
| Wandvertäfelung der Sakristei         | Eichenholz, 18. oder 19. Jahrhundert                                                                                                 | in der Kirche Nativité-de-la-Sainte-Vierge (Lage) | PM55001791    | Inscrit      | 1988  |      |
| Handwaschbecken in der Sakristei      | Kupfer, 19. Jahrhundert; 2000 gestohlen                                                                                              | in der Kirche Nativité-de-la-Sainte-Vierge (Lage) | PM55001792    | Inscrit      | 1992  |      |
| Palla                                 | Stoff, bestickt, 19. Jahrhundert; im Centre départemental d’art sacré in Saint-Mihiel deponiert                                      | in der Kirche Nativité-de-la-Sainte-Vierge (Lage) | PM55001793    | Inscrit      | 1992  |      |
| Skulptur Heiliger Sebastian           | Kalkstein, 18. Jahrhundert | in der Kirche Nativité-de-la-Sainte-Vierge (Lage) | PM55001797    | Inscrit      | 2003  |      |
| Epitaph für Rémy Prignot              | Kalkstein, bezeichnet 1731 | in der Kirche Nativité-de-la-Sainte-Vierge (Lage) | PM55000957    | Classé       | 1993  |      |
| Bauinschrift der linken Seitenkapelle | Kalkstein, bezeichnet 1462 | in der Kirche Nativité-de-la-Sainte-Vierge (Lage) | PM55000958    | Classé       | 1993  |      |
| Chorgestühl                           | vier Trennwände; Eichenholz, 16. Jahrhundert, in Gestühl des 19. Jahrhunderts eingebaut                                              | in der Kirche Nativité-de-la-Sainte-Vierge (Lage) | PM55000959    | Classé       | 1993  |      |
| Skulptur Heiliger Antonius Eremit     | Stein, farbig gefasst, 18. Jahrhundert                                                                                               | in der Kirche Nativité-de-la-Sainte-Vierge (Lage) | PM55000960    | Classé       | 1993  |      |
| Skulptur Heiliger Nikolaus            | Kalkstein, 18. Jahrhundert | in der Kirche Nativité-de-la-Sainte-Vierge (Lage) | PM55001798    | Inscrit      | 2003  |      |
| Prozessionsstab Heilige Anna          | Holz, vergoldet, Anfang des 19. Jahrhunderts                                                                                         | in der Kirche Nativité-de-la-Sainte-Vierge (Lage) | PM55002633    | Inscrit      | 2007  |      |
| Altarkreuz                            | Messing, versilbert, 18. Jahrhundert                                                                                                 | in der Kirche Nativité-de-la-Sainte-Vierge (Lage) | PM55000870    | Classé       | 1991  |      |
| Skulptur Madonna mit Kind             | Holz, 17. Jahrhundert | in der Kirche Nativité-de-la-Sainte-Vierge (Lage) | PM55002598    | Inscrit      | 2005  |      |